# Euparkerella tridactyla
Euparkerella tridactyla is een kikker uit de familie Craugastoridae. De soort werd voor het eerst wetenschappelijk beschreven door Eugenio Izecksohn in 1988.
De soortaanduiding tridactyla betekent vrij vertaald 'drietenig'.
Euparkerella tridactyla komt op verschillende plekken voor in centrum-zuid Espírito Santo in Brazilië op hoogtes van 500 tot 700 meter boven het zeeniveau.